# Dia de l'Armistici

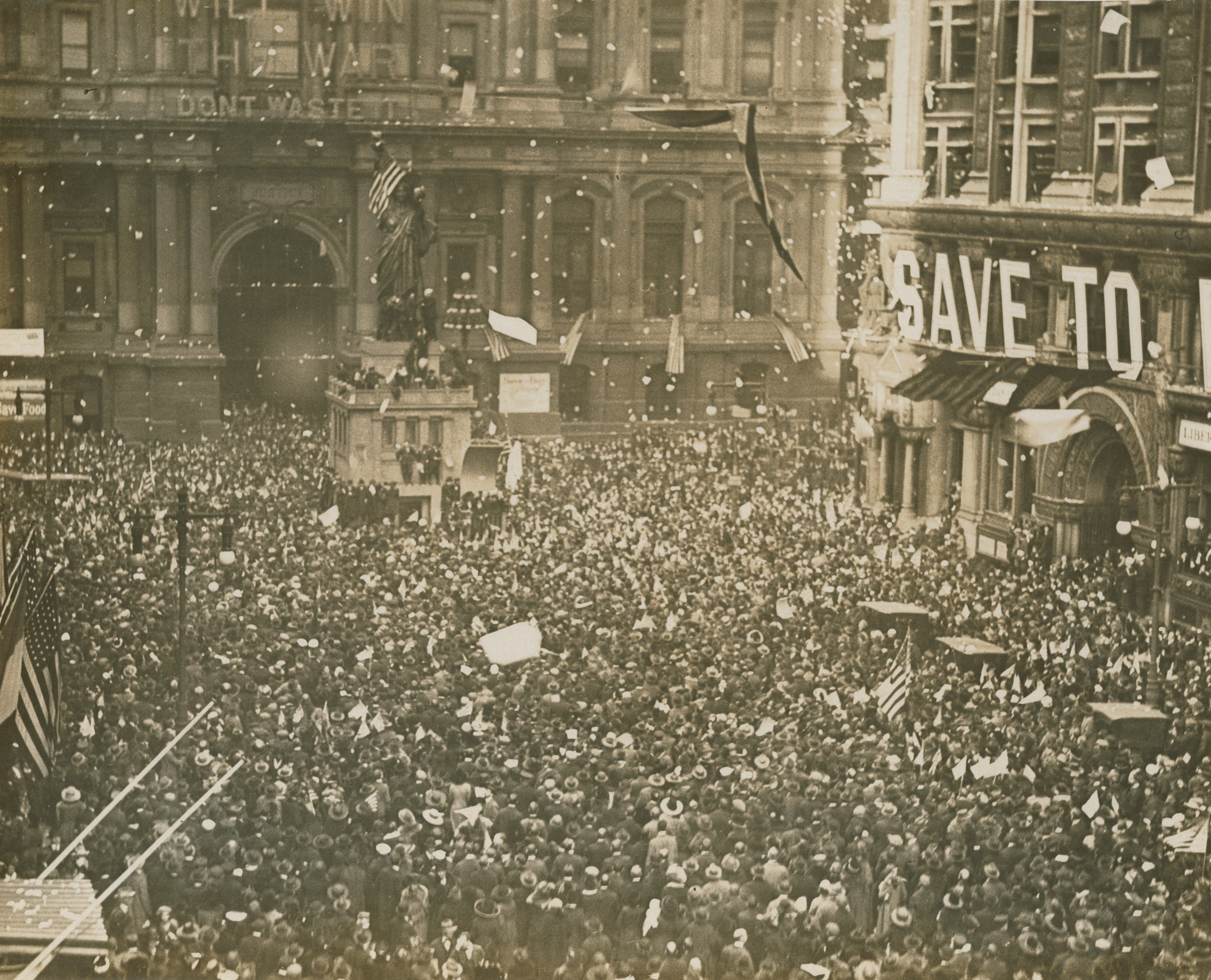
Celebracions del Dia de l'Armistici a Filadèlfia, Pennsilvània, l'11 de novembre de 1918

El Dia de l'Armistici es commemora cada any l'11 de novembre per marcar l'armistici signat entre les Potències Aliades i Alemanya a Compiègne, França, a les 5:45 a.m. Aquest armistici marcava la fi de les hostilitats al Front Occidental de la Primera Guerra Mundial. L'armistici va expirar inicialment després d'un període de 36 dies i va haver de ser prorrogat diverses vegades. Fins que finalment es va signar un acord de pau formal conegut com el Tractat de Versalles l'any següent.
La data és un dia festiu a França, i es va declarar festiu en molts països aliats. No obstant això, molts països occidentals i nacions associades han canviat el nom del dia festiu; els estats membres de la Commonwealth de Nacions s'anomena el Dia del Record (Remembrance day) i als Estats Units d'Amèrica el Dia dels Veterans. En alguns països el Dia de l'Armistici coincideix amb altres dies festius.

## Història als països aliats
La primera celebració del Dia de l'Armistici es va dur a terme al Palau de Buckingham, on el rei rei Jordi V va organitzar un "Banquet en Honor del President de la República Francesa" (Raymond Poincaré) durant les hores de la nit del 10 de novembre de 1919. Els primers esdeveniments oficials del Dia de l'Armistici es van dur a terme posteriorment als jardins del Palau de Buckingham la matinada de l'11 de novembre de 1919 i van incloure un silenci de dos minuts com a mostra de respecte per aquells que van morir a la guerra i els qui van quedar enrere.
Les commemoracions de l'11 de novembre es van centrar inicialment en l'homenatge als morts militars de la Primera Guerra Mundial i en el retorn a la pau. Just abans o després de la Segona Guerra Mundial molts països van canviar el nom de la festivitat, alguns van canviar el focus per incloure tots els veterans dels seus serveis armats i uns quants honoren els seus morts de guerra tant uniformats com civils. La majoria dels estats membres de la Commonwealth de Nacions van seguir l'exemple anterior de Canadà i van adoptar el nom Dia del Record (Remembrance day).
A França, la festa també és coneix com el Dia del Record (Jour du Souvenir). A Bèlgica, segueix sent el Dia de l'Armistice (Jour de l'Armistice).
A Sèrbia és un dia festiu des del 2012. Les forces sèrbies van patir la major taxa de baixes durant la Primera Guerra Mundial, per commemorar les seves víctimes, la gent de Sèrbia porten a la roba la flor Ramonda nathaliae com a símbol de record.
A Polònia l'11 de novembre es celebra el Dia de la Independència Nacional, un dia festiu per commemorar l'aniversari de la restauració de la sobirania de Polònia, així com la Segona República Polonesa el 1918, després d'estar 123 anys partit entre l'Imperi Rus, el Regne de Prússia i els Habsburg.